# معركة الحفرة
معركة الحفرة (بالإنجليزية: Battle of the Crater) هي معركة خلال الحرب الأهلية الأمريكية، وهي جزء من حصار بطرسبرغ. جرى ذلك في 30 يوليو 1864، بين الجيش الكونفدرالي بشمال فرجينيا، بقيادة الجنرال روبرت إي لي من جانب، وجيش بوتوماك الاتحادي من جانب آخر، بقيادة الرائد. الجنرال جورج ج. ميد (تحت الإشراف المباشر للجنرال اللفتنانت يوليسيس س. غرانت).
بعد أسابيع من الإعداد، في 30 يوليو، قامت قوات الاتحاد بعمل انفاق تحت مواقع الكونفداليون المحصنة وتفجيرها مما أحدث فجوة في دفاعات الكونفدرالية في بطرسبرغ ، فرجينيا. ولكن من تلك البداية المواتية لقوات الاتحاد، تدهور كل شيء بسرعة بالنسبة لقوات الاتحاد التي عبرت الفجوة وحده تلو الاخري. واعتبر قائد قوات الاتحاد جرانت الهجوم «أتعس الأمور التي شاهدها في هذه الحرب».
فسرعان ما استعاد الكونفدراليون السيطرة وشنوا عدة هجمات مضادة بقيادة العميد. الجنرال وليام ماهون. وقد تم اغلاق الخرق، وتم صد قوات الاتحاد مع خسائر فادحة.

## خلفية
خلال الحرب الأهلية، كانت بطرسبرغ بولاية فرجينيا رأس سكة حديد مهمه، والتقت أربعة خطوط للسكك الحديدية من الجنوب قبل أن تستمر إلى ريتشموند ، فرجينيا، عاصمة الكونفدرالية. وكانت معظم الإمدادات لجيش لي وريتشموند تعبر من هناك. وبالتالي، اعتبرها قوات الاتحاد «الباب الخلفي» لريتشموند وامرا ضروريًا للدفاع عنها،  وبالاخير كانت النتيجة حصار بطرسبرغ. الذي كان في الواقع حرب خنادق، وليست حصارًا حقيقيًا، حيث كانت الجيوش محاذاة على طول سلسلة من المواقع المحصنة والخنادق أكثر من 20 ميل (32 كـم) ، ويمتد خط الخنادق من ساحة معركة كولد هاربور القديمة بالقرب من ريتشموند إلى مناطق جنوب بطرسبرغ.

### بناء الأنفاق

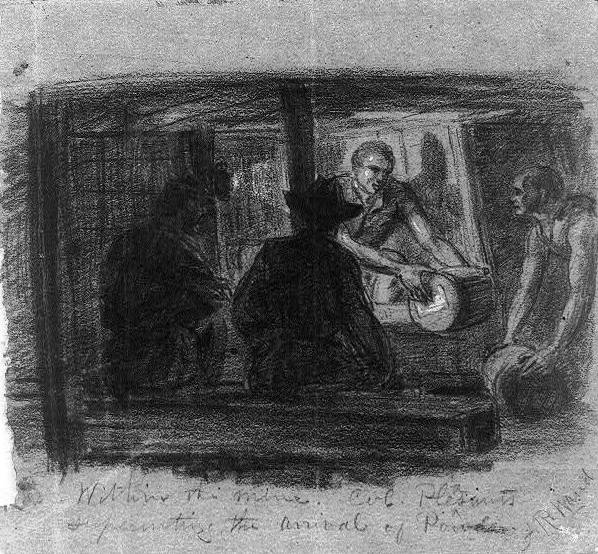
رسم معاصر للقوات التي كانت تشرف على وضع المتفجرات في النفق

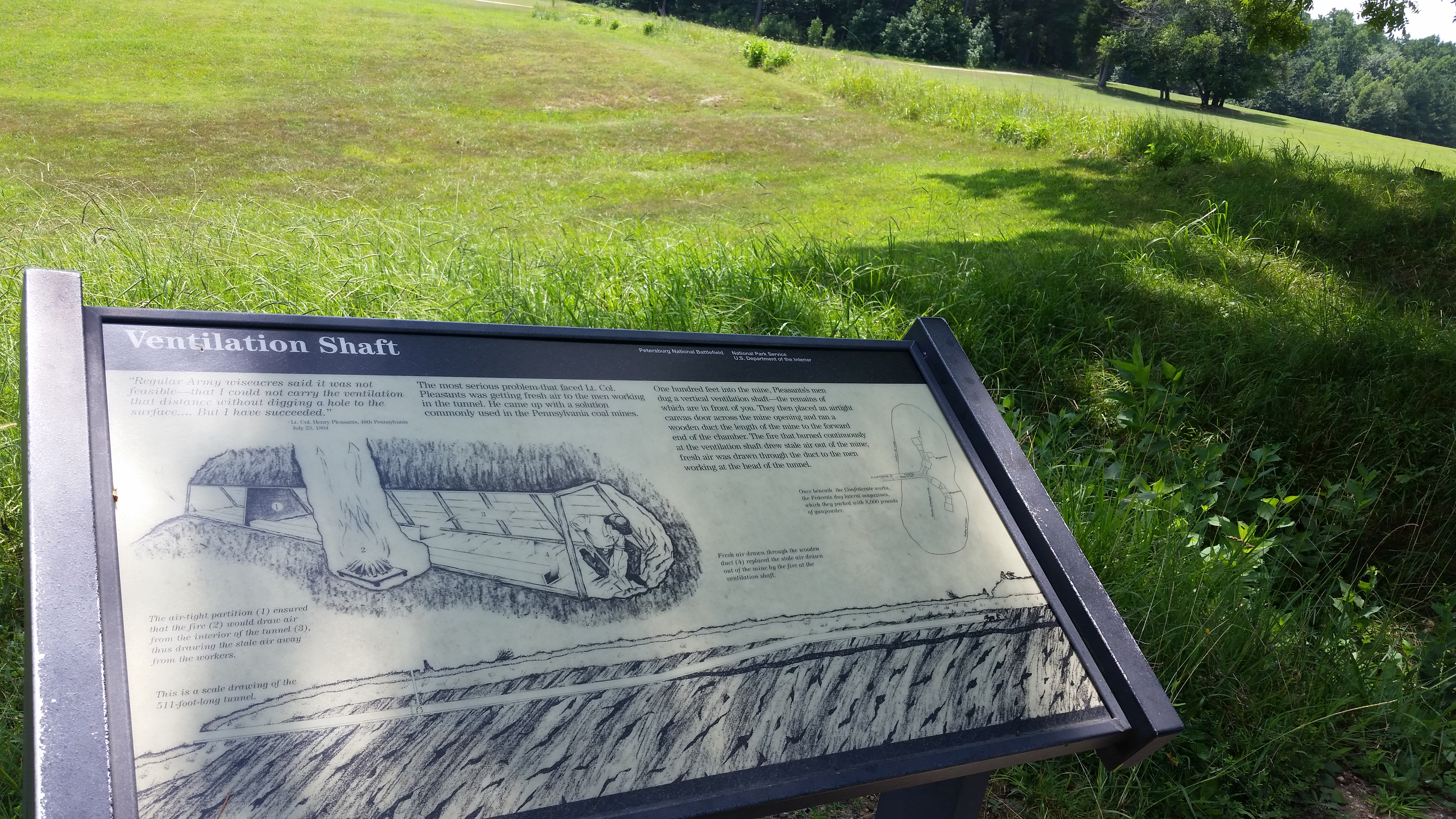
علامة تصور تفاصيل المنجم

بدأت عملية الحفر في أواخر يونيو، لكن حتى جرانت قائد قوات الاتحاد رأوا العملية «مجرد وسيلة لإبقاء الرجال تحت سيطرتهم» وشكك في أي قيمة تكتيكية فعلية، وسرعان ما وجد الفلاحون المشاركون بالحفر القليل من المواد للمشروع، وكان على رجالهم أن يبحثوا عن الخشب لدعم الهيكل.
تقدم العمل بشكل مطرد، ولكن. تمت إزالة الأرض يدويًا وتعبئتها في زلاجات مرتجلة مصنوعة من صناديق التكسير مزودة بمقابض، وتم دعم الأرضية والجدار والسقف الخاص بالمنجم بأخشاب من مصنع خشب مهجور وحتى من هدم جسر قديم.
تم رفع الارتفاع عند تحركه نحو خطوط الكونفدرالية للتأكد من أن الرطوبة لم تسد المنجم، وتم سحب الهواء النقي من خلال آلية تبادل هواء بالقرب من المدخل.
كان المنجم في شكل "T". وكان طوله 511 قدم (156 م) ، يبدأ من منطقة أسفل المنحدر بأكثر من 50 قدم (15 م) تحت البطارية الكونفدرالية، مما يجعل من الصعب اكتشافة. كان مدخل النفق ضيقًا، حوالي 3 قدم (1 م) ، قرر جرانت وميد فجأة استخدام المنجم بعد ثلاثة أيام من اكتماله بعد هجوم فاشل كانا قد قاما به ملأ جنود الاتحاد المنجم بـ 320 برميلًا من البارود، بإجمالي 8,000 رطل (3,600 كـغ) . كانت المتفجرات حوالي 20 قدم (6.1 م) تحت إنشاءات الكونفدرالية.

### الخطة
تم تقسيم قوات الولايات المتحدة الملونة (USCT) تحت العميد. الجنرال إدوارد فيريرو لقيادة الهجوم. يتألف التشكيل من لواءين، أحدهما مخصص للذهاب إلى يسار الحفرة والآخر إلى اليمين. كان علي الافواج من كلا اللواءين مغادرة عمود الهجوم وتمديد الاختراق للداخل، وكانت بقية الأفواج علي عجلة من امرها، وعليها ان تستولي على طريق القدس بلانك على بعد 1,600 قدم (490 م) خلف موقع الاختراق، وإذا كان ذلك ممكنا، كان عليها السيطرة علي بطرسبرغ نفسها. بعد ذلك، خلال ذلك ستنتقل فرقتي بيرنسايد الأخريين، المؤلفة من قوات بيضاء، لدعم أجنحة فيريرو والسباق لصالح بطرسبرغ نفسها. ميلين (3   كم) خلف الخطوط الأمامية، بعيدا عن أعين الكونفدراليين، تم تدريب رجال شعبة USCT لمدة أسبوعين على الخطة.
على الرغم من التخطيط الدقيق والتدريب المكثف (وفقًا لمعايير الحرب الأهلية)، في اليوم السابق للهجوم، أمر ميد، الذي كان يفتقر إلى الثقة في العملية، بيرنسايد بعدم استخدام القوات السوداء في هجوم الرصاص. وادعى أنه إذا فشل الهجوم، فسيتم قتل الجنود السود دون داع، مما يخلق تداعيات سياسية في الشمال. قد يكون ميد قد أمر أيضًا بتغيير الخطط لأنه يفتقر إلى الثقة في قدرات الجنود السود في القتال.

## معركة

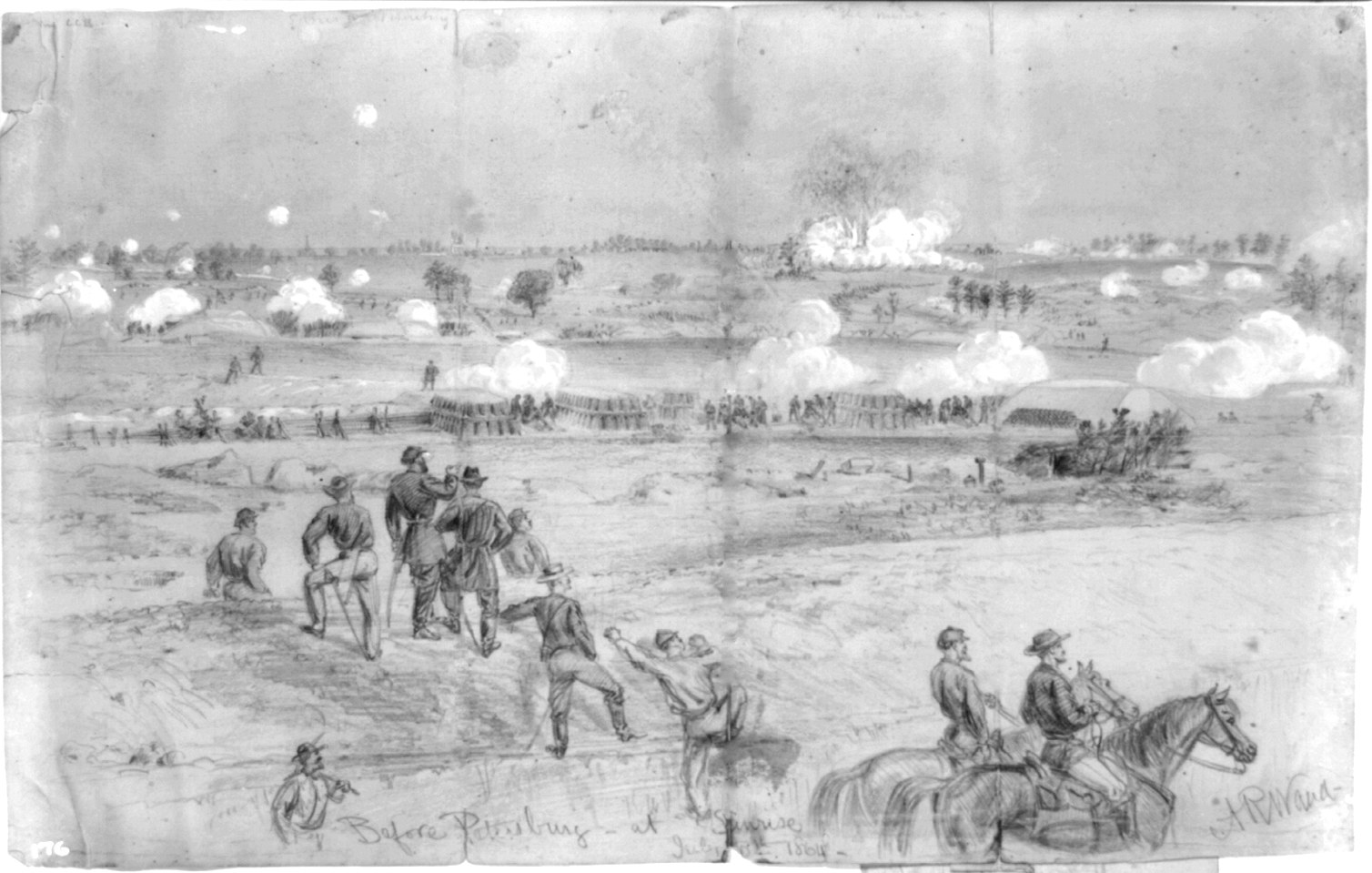
رسم للانفجار ، كما يظهر من خط الاتحاد

دعت الخطة إلى تفجير المنجم بين الساعة 3:30 و 3:45 صباح يوم 30 يوليو، ولكن لم يتم تفجير الانفاق وبعد مرور المزيد من الوقت لم يحدث أي انفجار (كان الفجر الوشيك يخلق تهديدًا لقوات الاتحاد عند اماكن تجمعهم)  أخيرًا، الساعة 4:44   صباحا، انفجرت الانفاق مع أجزاء هائله من الأرض، والرجال، والبنادق. مشكلة حفرة (لا تزال مرئية حتى اليوم)، على بعد 170 قدم (52 م) طولا ونحو 120 قدم (37 متر) عرضا، وعلى الأقل 30 قدم (9.1 م) عمق الحفرة.
أسفر الانفجار عن مقتل 278 جنديًا من قوات الكونفدرالية في ساوث كارولينا الجنوبية يومي 18 و 22  ، ولم يوجه جنود الكونفدراليون المذهولون أي نيران مدفعية أو نيران مدفعية كبيرة إلى العدو لمدة 15 دقيقة على الأقل.  قامت قوات الاتحاد وبمجرد وصولهم إلى الحفرة، بدلاً من التحرك حولها، حيث تم تدريب القوات، ظنوا أن الحفرة تشكل خندق مناسب لهم يمكن أن يختبئوا فيها. لذلك تمركزوا في الحفرة نفسها، ليتم إضاعة المزيد من الوقت بينما كان الكونفدراليون، تحت العميد. الجنرال وليم ماهون، يجمعون أكبر عدد ممكن من القوات معا لشن الهجوم المضادو في حوالي ساعة، تمركزوا حول الحفرة وبدأوا في إطلاق البنادق والمدفعية عليها في ما وصفه ماهون فيما بعد بأنه «إطلاق النار على الديك الرومي».

 لقد فشلت الخطة، لكن بورنسايد، بدلاً من خفض خسائره، أرسل رجال فيريرو. الآن وقد واجهوا نيراناً كبيرة على الجانب الآخر، تقدمت بعض قوات الاتحاد في نهاية المطاف، وهاجمت الخطوط الكونفدرالية، مما دفع الكونفدراليين إلى الوراء لعدة ساعات من القتال. لاحقا قام قوات الكونفدرالية باجتياح منطقة غورقة على بعد 200 يارد (180 م) من الجانب الأيمن من قوات الاتحاد المتقدمة. واستعادت الأعمال الترابية ودفعت قوة الاتحاد نحو الشرق. 

## بعد المعركة

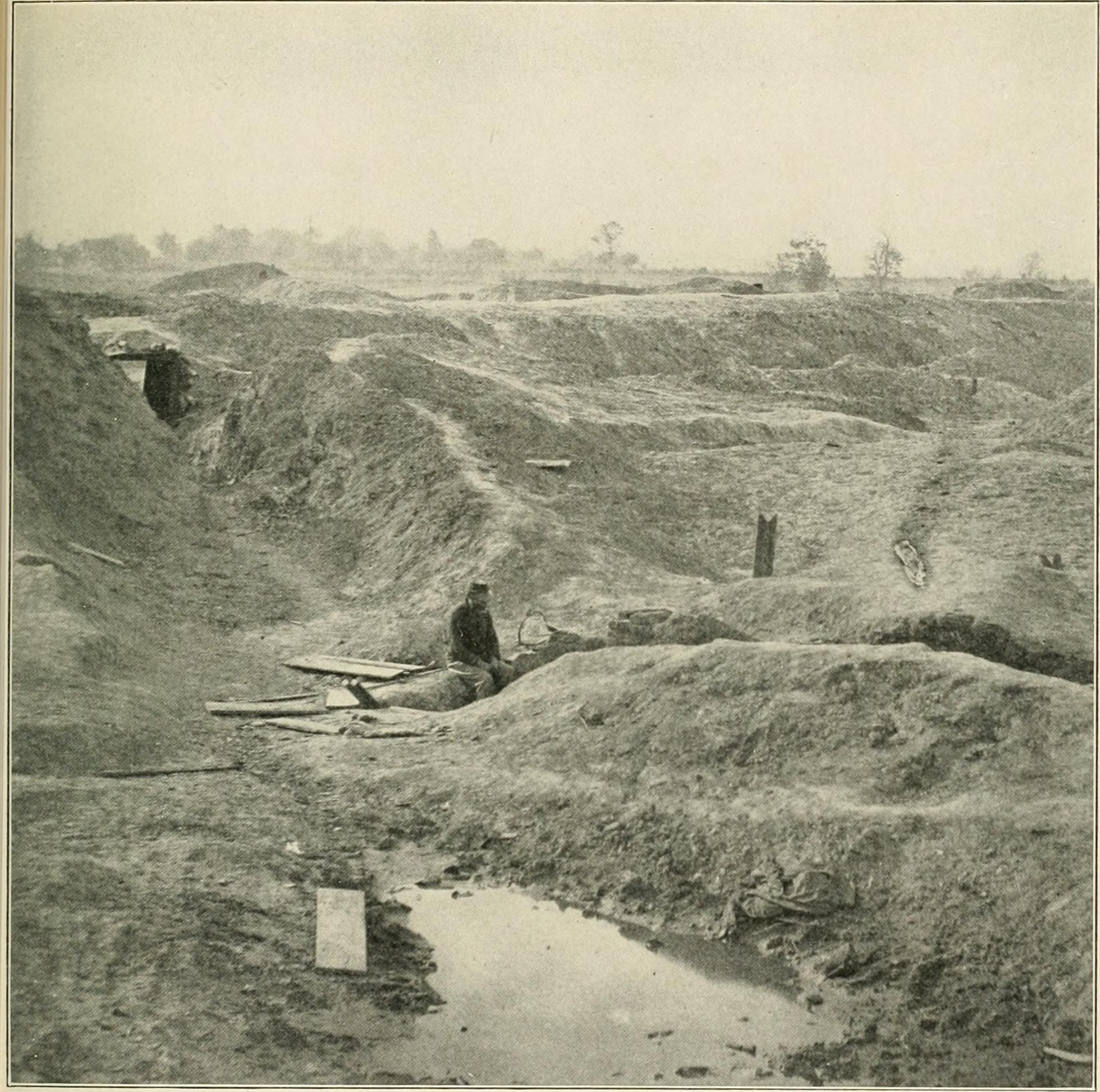
نتيجة 8000 رطل. انفجار مسحوق تحت التحصينات ، 1865

بلغ عدد ضحايا الاتحاد 3,798 (504 قتيل، 1,881 جريح، 1,413 مفقود أو أسير)، الكونفدرالية 1,491 (361 قتيل، 727 جريح، 403 مفقودون أو أسرى). عانى الكثير من خسائر الاتحاد بسبب تقسيم فيريرو للقوات الملونة بالولايات المتحدة. ووجه ميد اتهامات ضد بيرنسايد تحملة مسؤولية الهزيمة، ووجهت محكمة تحقيق لاحقة اللوم إلى بيرنسايد مع بريج. جينز. ليدلي، فيريرو، أورلاندو بي ويلكوكس، على الرغم من أنه كان مسؤولاً عن الهزيمة مثل، فقد نجا ميد من اللوم المباشر. ومع ذلك، في أوائل عام 1865، برأت لجنة الكونغرس المشتركة المعنية بسلوك الحرب برنسايد، وأدانت ميد لتغيير خطة الهجوم، والتي لم تنجح كثيرا بالنسبة لبرنسايد، الذي دمرت سمعته. أما بالنسبة إلى ماهون، فقد حقق الانتصار، الذي تحقق إلى حد كبير بسبب جهوده في دعم رجال جونسون، سمعة طيبة له كواحد من أفضل جنرالات الجيش في جيش لي في العام الأخير من الحرب.
كتب جرانت قائد الاتحادإلى رئيس الأركان هنري و. هاليك، «لقد كان الأمر الأكثر حزناً الذي شهدته في هذه الحرب». وصرح أيضًا لهاليك، «هذه الفرصة لحمل التحصينات التي لم أرها أبدًا ولا أتوقعها مرة أخرى.» 

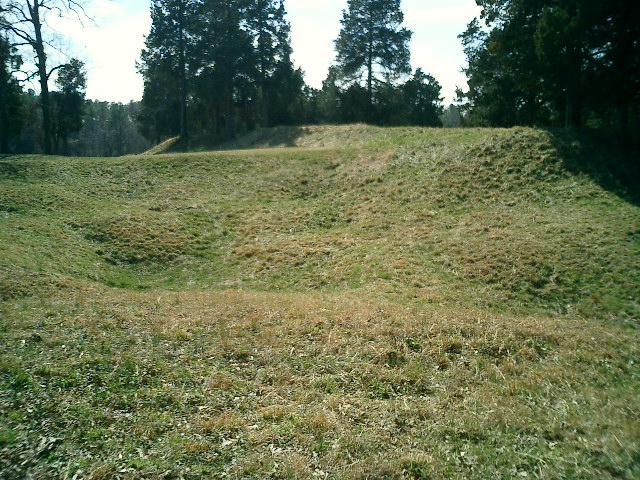
الحفرة في عام 2004

## موقع تاريخي
تعد منطقة Battle of the Crater جزءًا متكررًا من حديقة بطرسبرغ الوطنية . يفتح مدخل المنجم للتفتيش سنويًا في ذكرى المعركة. هناك مناطق غارقة، حيث تمتد أعمدة الهواء وكهوف إضافية حتى شكل "T" بالقرب من النهاية. تضم الحديقة العديد من المواقع الأخرى، خاصة تلك التي كانت جزءًا من خطوط الاتحاد حول مدينة بطرسبرغ.

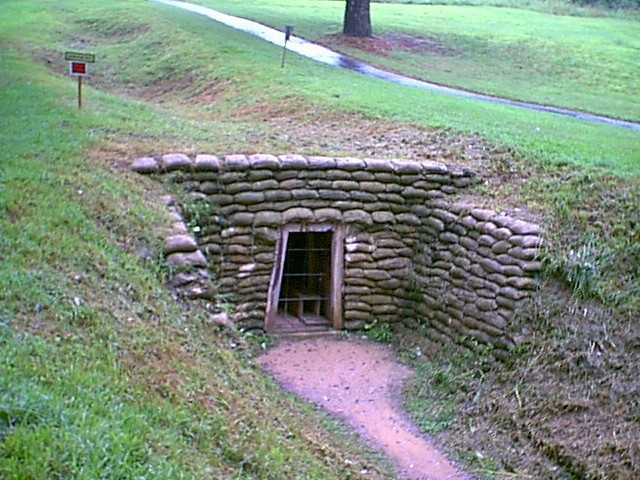
مدخل المنجم في عام 2006

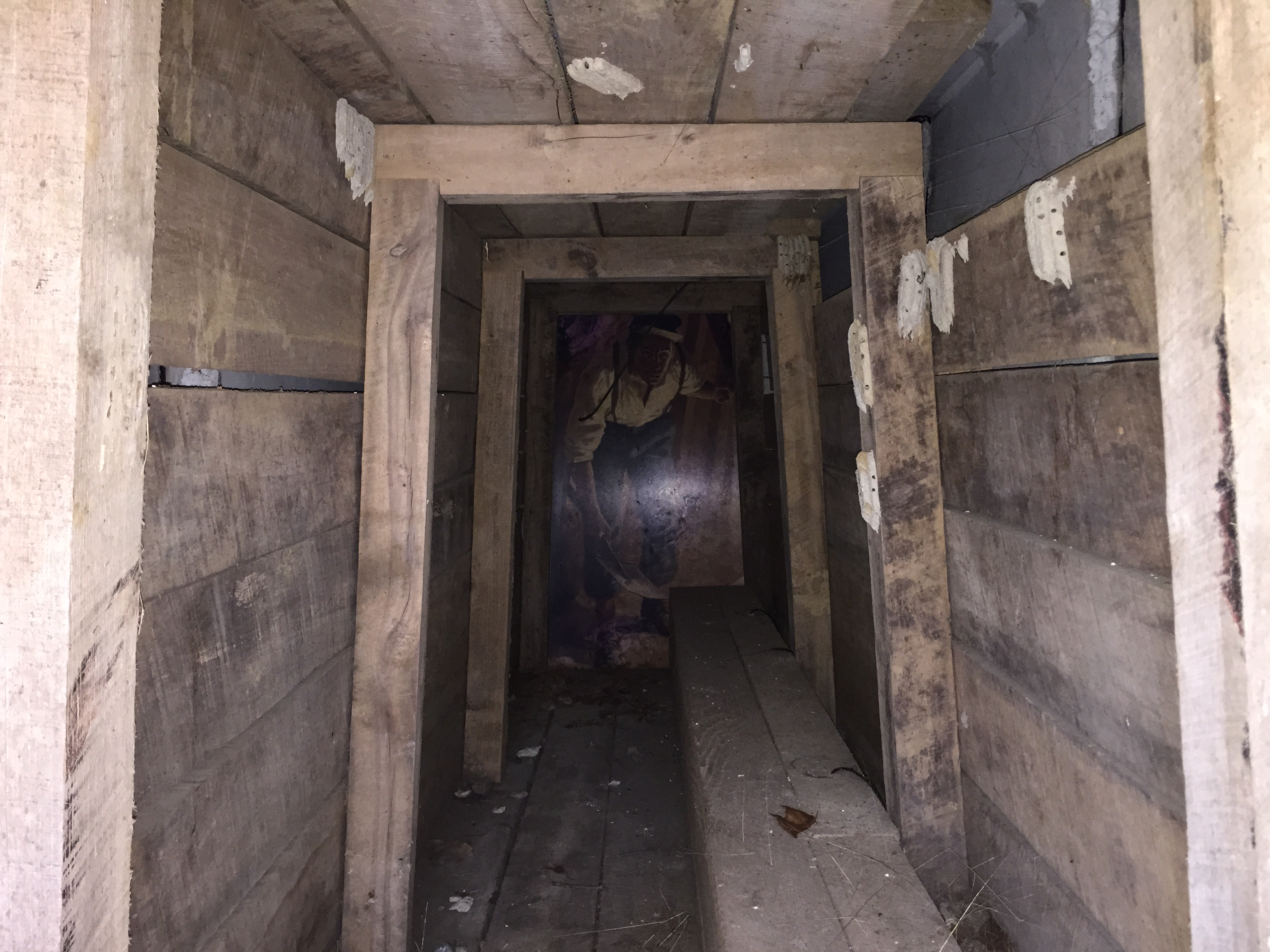
من الداخل مدخل الألغام في عام 2015

## في الثقافة الشعبية
- تم تصوير معركة الحفرة بشكل بياني في المشاهد الافتتاحية لفيلم Cold Mountain لعام 2003، وبطولة جود لو كجندي كونفدرالي. يصور الفيلم بشكل غير دقيق الانفجار العملاق الذي يحدث في وضح النهار. لقد حدث بالفعل في الظلام في الساعة 4:44   ص [14]
- يروي المعركة أيضا في رواية تاريخية، معركة الحفرة ، من قبل نيوت غينغريتش وليام R. فورستن.[15]

### قائمة المراجع
- بونكيمبر، إدوارد هـ. المنتصر، وليس الجزار: عبقري يوليسيس غرانت الذي تم تجاهله . واشنطن، العاصمة: ريجنري، 2004. ISBN   0-89526-062-X .
- كاتون ، بروس. السكون في Appomattox . Garden City، NY: Doubleday and Company، 1953. (ردمك 0-385-04451-8) ISBN   0-385-04451-8 .
- كاتون، بروس. منحة يأخذ القيادة . بوسطن: ليتل، براون وشركاه، 1968. (ردمك 0-316-13210-1) ISBN   0-316-13210-1 .
- كوريجان، جيم. 48 ولاية بنسلفانيا في معركة الحفرة: فوج من عمال مناجم الفحم الذين أنفقوا تحت العدو . جيفرسون، NC: McFarland & Company ، 2006. (ردمك 0-7864-2475-3) ISBN   0-7864-2475-3 .
- ديفيس ، وليام سي. ، ومحرري كتب تايم لايف. الموت في الخنادق: منحة في بطرسبرغ . Alexandria، VA: Time-Life Books، 1986. (ردمك 0-8094-4776-2) ISBN   0-8094-4776-2 .
- أيشر ، ديفيد جي. أطول ليلة: تاريخ عسكري للحرب الأهلية . نيويورك: سيمون وشوستر، 2001. (ردمك 0-684-84944-5) ISBN   0-684-84944-5 .
- القرن، جون. The Petersburg Campaign: June 1864 - April 1865 . Conshohocken، PA: Combined Publishing، 1999. (ردمك 978-1-58097-024-2) ISBN   978-1-58097-024-2 .
- جيمس، ألفريد ب. «معركة الحفرة». The Journal of American American History Foundation 2، no. 1 (Spring، 1938)، pp.   2-25
- جونسون وروبرت أندروود وكلارنس بول. معارك وقادة الحرب الأهلية نسخة محفوظة 12 ديسمبر 2008 على موقع واي باك مشين. . 4 مجلدات. نيويورك: شركة القرن، 1884-1888. 2048818 مركز المكتبة الرقمية على الإنترنت   2048818 .
- كينيدي، فرانسيس هـ. الحرب الأهلية دليل المعركة . 2nd إد. بوسطن: شركة هوتون ميفلين، 1998. (ردمك 0-395-74012-6) ISBN   0-395-74012-6 .
- مكفرسون ، جيمس م. معركة صرخة الحرية: عصر الحرب الأهلية . تاريخ أكسفورد للولايات المتحدة. نيويورك: مطبعة جامعة أكسفورد ، 1988. (ردمك 0-19-503863-0) ISBN   0-19-503863-0 .
- روبرتسون ، جيمس آي. جونيور، وويليام بيجرام. «الفتى Artillerist»: خطابات العقيد ويليام بيغرام، CSA "مجلة فرجينيا التاريخ والسيرة 98، لا. 2 (The Trumpet Unblown: The Old Dominion in the Civil War)، (1990)، pp.   221-260.
- ليكس ، ريتشارد واين. حملة لبطرسبرغ ، الفصل. 6 «معركة الحفرة» لخدمة الحديقة الوطنية ، 1970
- سلمون ، جون س. الرسمية فرجينيا الحرب الأهلية دليل المعركة . Mechanicsburg ، PA: كتب Stackpole ، 2001. (ردمك 0-8117-2868-4) ISBN   0-8117-2868-4 .
- سلوتكين ، ريتشارد. نو كوارتر: معركة الحفرة ، 1864 نيويورك: راندوم هاوس ، 2009. (ردمك 1-4000-6675-1) ISBN   1-4000-6675-1 .
- ترودو ، نوح أندريه. القلعة الأخيرة: بطرسبرغ ، فرجينيا ، يونيو 1864 - أبريل 1865 . باتون روج: مطبعة جامعة ولاية لويزيانا ، 1991. (ردمك 0-8071-1861-3) ISBN   0-8071-1861-3 .
- وصف معركة الخدمة الوطنية بارك
- تحديث تقرير CWSAC

### روابط خارجية
- معركة الحفرة في موسوعة فرجينيا
- معركة الحفرة: الخرائط والتاريخ والصور وأخبار الحفظ (CWPT)
- تاريخ الرسوم المتحركة للحصار في بطرسبرغ
- معركة كرات الحفرة